# Tatiana Erukhimova
Tatiana L. Erukhimova est une physicienne russo-américaine.

## Biographie
En 1987, Tatiana Erukhimova obtient sa maîtrise en physique à l'université d'État de Nijni Novgorod, puis son doctorat sur le même sujet à l'Académie des sciences de Russie. Elle accepte ensuite un poste d'associée de recherche postdoctorale à l'université A&M du Texas,.

## Carrière professionnelle
Après avoir rejoint le corps enseignant du College of Science de Texas A&M en 2006, Tatiana Erukhimova organise des activités de sensibilisation et des activités scientifiques pour la communauté texane, notamment Discover, Explore, and Enjoy Physics and Engineering (DEEP), Physics Show, Just Add Science et Real Physics Live. Elle a également co-organisé le programme annuel Mitchell Institute Physics Enhancement Program, et co-rédigé le manuel Atmospheric Thermodynamics.
À la suite de sa promotion au poste de professeure agrégée d'enseignement, et de coordinatrice de la sensibilisation pour le département de physique et d'astronomie, Tatiana Erukhimova est nommée parmi l'une des deux lauréats du prix du professeur présidentiel pour l'excellence de l'enseignement en 2017. Tout en travaillant dans son nouveau rôle, elle est sélectionnée pour occuper le poste de vice-présidente de l'American Association of Physics Teachers pour le Committee on Science Education for the Public.
En tant que professeure à l'université A&M du Texas, Tatiana Erukhimova est élue membre de l'American Physical Society en 2019, et cela notamment pour avoir développé et diffusé des programmes novateurs d'enseignement de la physique à l'intention des étudiants et du public, et pour avoir organisé de grands festivals scientifiques dans le cadre de son parcours universitaire,.
En 2021, Tatiana Erukhimova et ses collègues procèdent à un examen de dix mille étudiants et étudiantes pour conclure qu'il n'y avait aucune preuve que les hommes surpassent les femmes dans certains cours de sciences, et en particulier dans le domaine de la physique,. La même année, elle est nommée professeure d'université pour l'excellence de l'enseignement de premier cycle à l'université A&M du Texas. Elle est également sélectionnée comme l'une des lauréats du prix d'excellence de l'enseignement du corps professoral de la voie professionnelle universitaire.

## Reconnaissance
En reconnaissance de ses efforts, Tatiana Erukhimova reçoit le Distinguished Achievement Award for Teaching de la Texas A&M en 2012, et le Outstanding Science Communicator Award de Sigma Xi en 2014,.